# Boletín de la Sociedad Ibérica de Ciencias Naturales
Boletín de la Sociedad Ibérica de Ciencias Naturales (abreviado Bol. Soc. Iber. Ci. Nat.) fue una revista con ilustraciones y descripciones botánicas que fue editada en Zaragoza desde el año 1919 hasta 1932. Fue precedida por Boletin de la Sociedad Aragonesa de Ciencias Naturales.